# Wrestling Ernest Hemingway
Wrestling Ernest Hemingway is een Amerikaanse film uit 1993 geregisseerd door Randa Haines. De hoofdrollen worden vertolkt door Robert Duvall en Richard Harris.

## Verhaal
Walter (Robert Duvall), een gewezen Cubaanse kapper, en Frank, (Richard Harris), een gewezen Ierse zeeman zijn twee eenzame oude mannen. Ze ontmoeten elkaar in een park en worden vrienden. Maar nadat Frank Walters vriendin Elaine (Sandra Bullock) lastigvalt komt hun vriendschap in gevaar.

## Rolverdeling
| Acteur           | Personage     |
| ---------------- | ------------- |
| Robert Duvall    | Walter        |
| Richard Harris   | Frank         |
| Shirley MacLaine | Helen Cooney  |
| Sandra Bullock   | Elaine        |
| Micole Mercurio  | Bernice       |
| Marty Belafsky   | Ned Ryan      |
| Harold Bergman   | Sleeper       |
| Piper Laurie     | Georgia       |
| Ed Amatrudo      | Henry's vader |
| Jag Davies       | Henry         |